# Kvenneberga kapell
Kvenneberga kapell är en kyrkobyggnad i Alvesta kommun. Den är församlingskyrka i Alvesta församling, Växjö stift.

## Kyrkobyggnaden
Kvenneberga gamla träkyrka utdömdes av biskop Esaias Tegnér. Istället skulle en gemensam kyrka med Hjortsberga församling uppföras. Kyrkan revs 1841 trots församlingens motstånd. Kvennebergaborna kunde inte glömma sin gamla kyrka. Ofta framkom tanken att bygga ett kapell på den gamla kyrkplatsen. Under 1940-talet insamlades medel till en klockstapel, som blev rest 1950. 1979 bildades en stiftelse. Önskan fanns att bygga ett kapell som i utseende och storlek liknade den gamla kyrkan. Så blev det, och kyrkan ritades av arkitekt Sven Karlsson från Växjö. Församlingsborna bidrog med byggnadsmateriel och penninggåvor. Annandag pingst den 23 maj 1983 invigdes kapellet av biskop Sven Lindegård.
Kapellet som är byggt i en stil som anknyter till medeltidens kyrkor är uppfört i timmer på den gamla kyrkans grund. Arkitekt Sven Carlsson, Växjö, har svarat för utformningen. Byggnaden består av ett rektangulärt  långhus med ett rakslutande kor i öster och ett  vapenhus i väster samt en sakristia vid korets norra vägg.  

## Inventarier
- Altartavla med motiv: Kristi förklaring, är utförd av Brita Juel Soop. Tavlan är en kopia av Fredric Westins altartavla i Sankt Jacobs kyrka, Stockholm.
- Dopfunt i trä.
- Predikstol med ljudtak. Förgyllda symboler i korgens speglar.
- Triumfkrucifix. Kopia av original i Hjortsberga kyrka.
- Sluten bänkinredning. Bänkdörrarna är dekorerade med blomstermotiv.
- Orgelläktare prydd med olika musikinstrument i speglarna.